# Olios mutabilis
Olios mutabilis är en spindelart som beskrevs av Cândido Firmino de Mello-Leitão 1917. 
Olios mutabilis ingår i släktet Olios och familjen jättekrabbspindlar. Inga underarter finns listade i Catalogue of Life.